# Thal-Marmoutier
Thal-Marmoutier je občina v departmaju Bas-Rhin francoske regije Alzacija.
Leta 2012 je v občini živelo 778 oseb oz. 227 oseb/km².